# Jolanta, den gäckande suggan
Jolanta, den gäckande suggan är en svensk komedifilm från 1945 i regi av Oscar Winge och Hugo Bolander. 

## Handling
Den skånske bonden Jeppsson har en skatteskuld som han vägrar betala och landsfiskalen hotat med utmätning. 
Den torre skolläraren Pilgren, är förälskad i Jeppssons dotter Karin, de möts vid dansbanan på kvällen och han läser efteråt upp sin dikt, Till en lärka, för henne. Sedan berättar han att han fått en tjänst i Lappland och ber henne följa med honom dit och gifta sig med honom. 
Men Folke, en pojke i trakten, är även han förälskad i Karin, han spionerar på paret och slår ner Pilgren, som blir mycket förvånad. Pilgren sätter sig sedan ned vid ett bord efter att ha hämtat läsk till Karin, men hon försvinner. Istället dyker landsfiskal Roos upp, han pekar på en brännvinsflaska i närheten av Pilgren och haffar honom sedan för fylleri. Jag är fullständigt oberusad! protesterar Pilgren. 
Sedan besöker landsfiskal Roos och fjärdingsman Svensson Jeppssons gård och förser den dyrbara avelssuggan Jolanta med en utmätningslapp. Om inte skatten är betald inom en vecka så blir det offentlig auktion och Jolanta säljs till högstbjudande!
Men Jeppsson ger inte upp så lätt.

## Om filmen
Filmen premiärvisades 12 november 1945 på biografen Palladium i Lund. Filmfotograf var J. Julius.

## Rollista i urval
- Oscar Winge - Julius Jeppsson, bonde
- Thor Modéen - landsfiskal Roos
- Harry Persson	- Valdemar Månsson, dräng hos Jeppsson
- Fritiof Billquist - Pilgren, skollärare
- Ninni Löfberg - Karin Jeppsson, Jeppssons dotter
- Carin Swensson - Hanna Jönsson, piga hos Jeppsson
- Torsten Lilliecrona - Folke Lindgren, bonde
- Algot Larsson - Sören Olsson
- Per Björkman - fjärdingsman Svensson

## Filmmusik i urval
- Det finns ingen flicka som Johanna, kompositör Gösta Stevens, text Gösta Stevens, sång Harry Persson
- Konvaljens avsked,  kompositör Otto Lindwall, instrumental
- Dragspelets ljuvliga toner,  kompositör Gösta Stevens, text Gösta Stevens, sång Harry Persson
- Västgötahambo,  kompositör Hugo Bolander, instrumental
- Landsfiskalsvisa, kompositör Gösta Stevens, text Gösta Stevens, sång Harry Persson